# Cyperus angolensis
Cyperus angolensis är en halvgräsart som beskrevs av Johann Otto Boeckeler. Cyperus angolensis ingår i släktet papyrusar, och familjen halvgräs. Inga underarter finns listade i Catalogue of Life.